# Choszczno
Choszczno (en allemand : Arnswalde) est une ville de la voïvodie de Poméranie occidentale, dans le nord-ouest de la Pologne.

## Géographie
Cette ville surplombe d’une part la vallée du Stüdnitz et d’autre part le lac de Klückensee (Jezioro Klukom), qui se rattache au plateau des lacs d’Arnswalde. Elle a une superficie de 9,58 km2[réf. nécessaire]. Elle fait partie du powiat de Choszczno.

## Histoire
Cette ville apparaît pour la première fois dans les annales en 1269 sous son nom germanique d’Arnswalde (oppidum Arnswaldensis). Les margraves de Brandebourg ayant fait reconnaître par l'empereur en 1231 à la Diète de Ravenne la Poméranie orientale comme patrimoine, un traité fut conclu le 1er avril 1269 à Arnswalde entre les Ascaniens et le duc de Poméranie Mestwin II. La ville reçut, pense-t-on, les droits urbains (Droit de Magdebourg) en 1284 ; quoi qu'il en soit, elle est qualifiée de ville dans un diplôme de 1289. En 1364, elle est fortifiée, et en 1402, elle passe sous la domination des chevaliers Teutoniques. Henning von Wedel tenta sans succès de la reprendre en 1414, mais dès 1419 des chevaliers polonais la ravagèrent. La ville fut polonaise de 1433 à 1437 avant d’être restituée aux chevaliers Teutoniques. Arnswalde fut en grande partie détruite lors d'un incendie en 1511, puis une épidémie de peste, en 1549, décima sa population. Elle souffrit encore de la Guerre de Trente Ans, mais en 1649, Arnswalde devenait une étape de la malle-poste Berlin–Kœnigsberg.

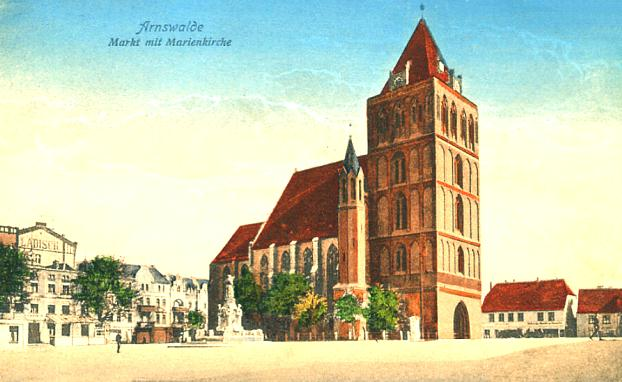
La place du Marché vers 1900

En 1719, le Roi-sergent fit d’Arnswalde une ville de garnison. Le roi de Prusse Frédéric-Guillaume III se rendit dans cette ville en 1806. La réorganisation du royaume de Prusse qui succéda au Congrès de Vienne (1815) aboutit à la création de l’arrondissement d'Arnswalde, dépendant du district de Francfort. La ville reçut sa première école en 1828, son nouvel hôtel de ville en 1879, son premier hôpital en 1905. Elle était depuis 1846 chef-lieu d’arrondissement. En 1848, Arnswalde était desservie par la ligne de chemin de fer Stargard–Posen. En 1938 l’arrondissement d’Arnswalde fut rattaché à la province Posnanie-Prusse-Occidentale et donc à la Poméranie. La population d’Arnswalde passa de 6 800 habitants en 1875 à 14 000 habitants en 1939. La ville était le siège de l'Oflag II-B durant la Seconde Guerre mondiale.

## Curiosités touristiques
- L'église en briques Sainte-Marie (XIVe siècle)
- Vestiges des remparts (XIVe - XVe siècle)
- La gare (milieu du XIXe siècle)
- L'usine à gaz (XIXe siècle)

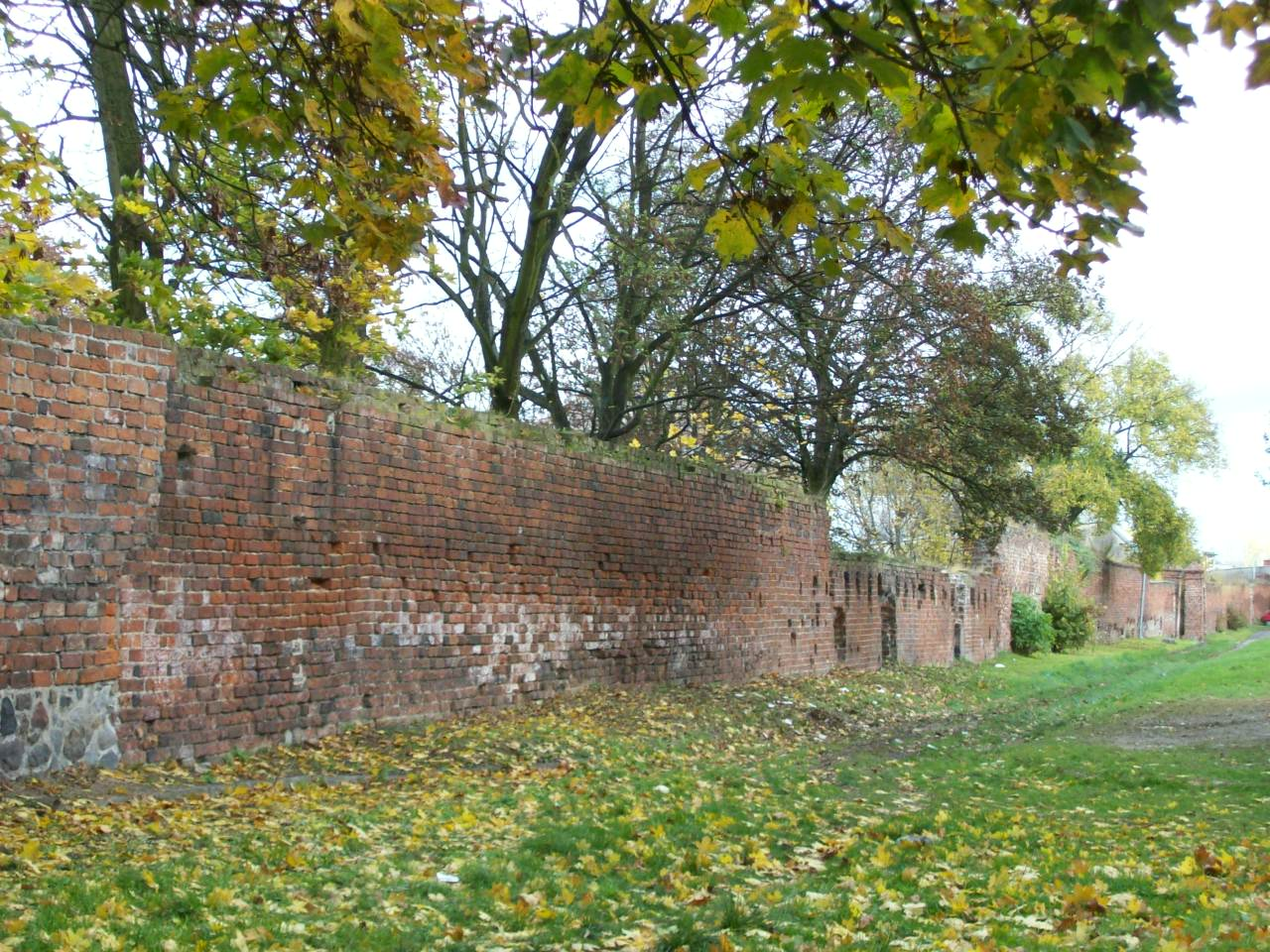
Les remparts médiévaux
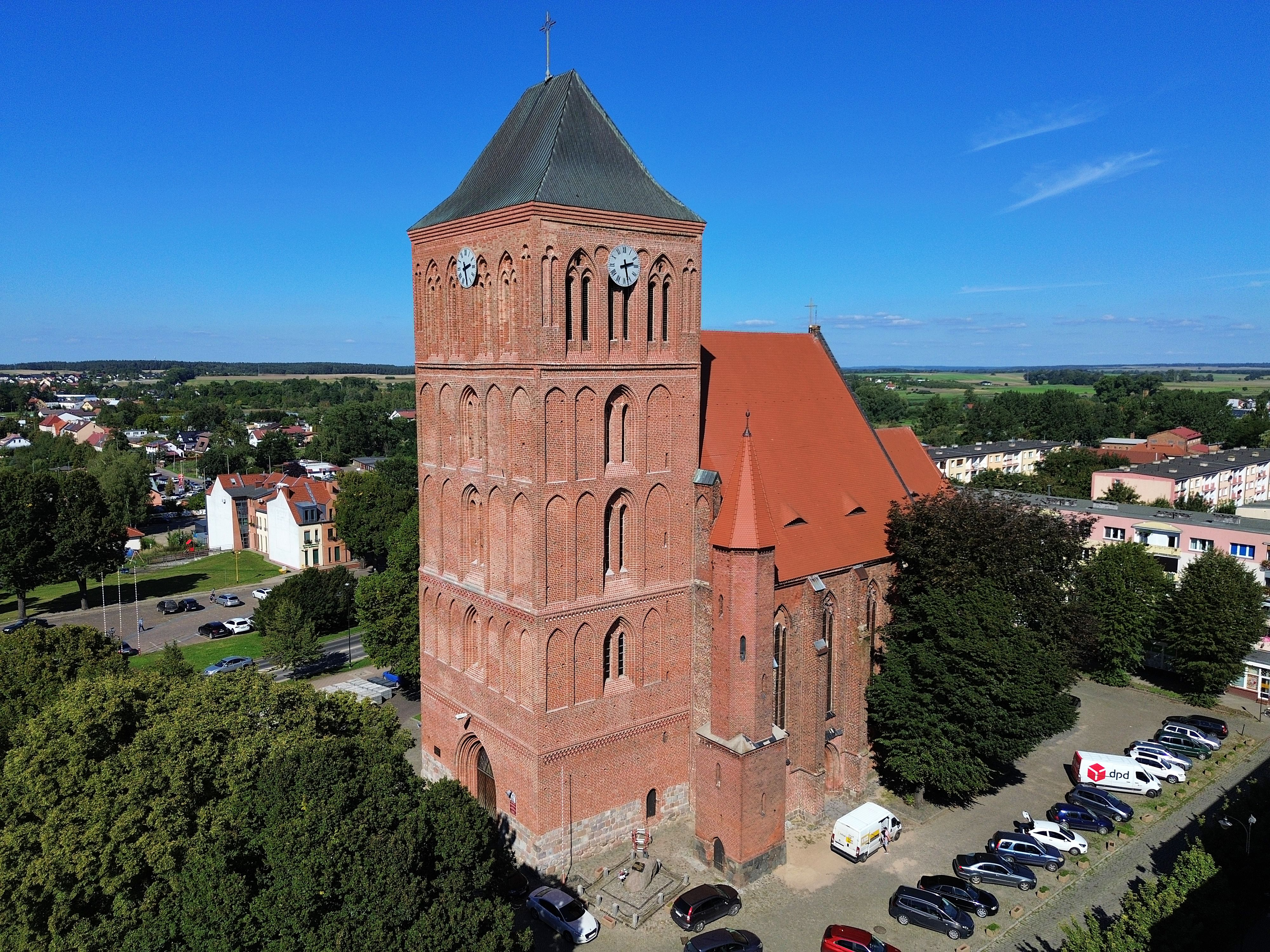
L'église Ste-Marie

## Sport
L'association sportive organise une course cycliste Zygmunt Weiss.

## Personnalités
- Wilhelm Fliess (1858-1928), médecin et sexologue allemand
- Max Aschenborn (de) (1860-1919), directeur ministériel à l'Office du Reich aux Postes
- Mortimer von Kessel (1893–1981), général de division de blindés